# Stiptotarsus tersus
Stiptotarsus tersus là một loài bọ cánh cứng trong họ Bọ hung (Scarabaeidae).